# Bresha Webb
Bresha Webb (Baltimora, 6 maggio 1984) è un'attrice statunitense.
Ha ottenuto la fama recitando nella serie televisiva Love That Girl (2010-2014).

## Biografia
Nasce a Baltimora il 6 maggio 1984. Nel 2002, dopo essersi diplomata alla Baltimore School for the Arts, inizia a intraprendere la carriera da attrice, spinta anche da influenze come Angela Bassett e Will Smith. Nel 2007 si laurea al California Institute for the Arts.

## Carriera
Dopo alcuni ruoli televisivi marginali, tra il 2008 e il 2009 interpreta il ruolo della dr.ssa Laverne St. John nelle ultime due stagioni di E.R. - Medici in prima linea. Tra il 2010 e il 2014, è tra i protagonisti della serie televisiva Love That Girl!, in onda su TV One. Successivamente appatre anche in Weeds e Grey's Anatomy. Negli stessi anni partecipa anche a pellicole cinematografiche, tra le più importanti Un poliziotto ancora in prova (2016), La scuola serale (2018) e Sei gemelli (2019). Nel 2017 ottiene il ruolo di Yvette nella sitcom Marlon, andata in onda per due stagioni. Nel 2020 appare nella pellicola La verità di Grace.

## Vita privata
Ha dichiarato di essere cristiana.

## Filmografia

### Cinema
- Un poliziotto ancora in prova (Ride Along 2), regia di Tim Story (2016)
- La scuola serale (Night School), regia di Malcolm D. Lee (2018)
- Sei gemelli (Sextuplets), regia di Michael Tiddes (2019)
- La verità di Grace (A Fall from Grace), regia di Tyler Perry (2020)

### Televisione
- State of Mind – serie TV, episodi 1x02, 1x08, 1x09 (2007)
- Lincoln Heights - Ritorno a casa (Lincoln Heights) – serie TV, episodio 2x09 (2007)
- Dirt – serie TV, episodio 2x03 (2008)
- Avvocati a New York (Raising the Bar) – serie TV, episodio 1x03 (2008)
- E.R. - Medici in prima linea (ER) – serie TV, 10 episodi (2008-2009)
- Hung - Ragazzo squillo (Hung) – serie TV, episodio 1x04 (2009)
- Private Practice – serie TV, episodio 5x10 (2012)
- Weeds – serie TV, episodio 8x10 (2012)
- Grey's Anatomy – serie TV, episodi 10x18, 10x19, 10x20, 10x22, 10x23 (2014)
- Marlon – serie TV, 20 episodi (2017-2018)
- Unsolved – serie TV, episodio 1x09 (2018)

## Doppiatrici italiane
Nelle versioni in italiano delle opere in cui ha recitato, Bresha Webb è stata doppiata da:
- Gemma Donati in Marlon, Sei gemelli
- Alessia Amendola in Private Practice
- Roberta De Roberto in Grey's Anatomy